# 苏州高新技术创业服务中心
苏州高新技术创业服务中心是中华人民共和国江苏省苏州市虎丘区下辖的一个类似乡级单位。

## 行政区划
下辖以下地区：
苏州高新技术创业服务中心虚拟社区。